# 勐稳人
勐稳人是居住在緬甸大勐宜的華人，是大勐宜地區的主体族群。勐稳人在緬甸的法定身份為勐稳白馬（又譯勐稳帛玛），白马是勐稳人对緬甸語中缅族這一名稱的云南话音译。緬甸官方將其視為缅族中的一个分支。90%的勐稳人信仰佛教。居住在城市的勐稳人以经商贸易为生，生活在农村的以务农为主。勐稳人大多不會講緬甸語，也不認識緬甸文。勐稳人儿童要接受华文教育，部分人會前往云南讀書。勐稳人母語是云南方言，語調上和果敢人並不相同。相較於果敢人，勐稳人没有自己的特区政府，也没有自己的政党，不過有自己的民兵团协助政府军参与地方治安。另外大多數勐稳人認同自己是缅甸人，而許多果敢人只认同自己是果敢人，不认同自己是缅甸人。
截至2016年，勐稳人约有26万人。

## 歷史
勐稳人祖先来自云南，移居时间不详。一個名叫「白马民族文化总会」的勐稳人組織自稱勐稳人自18世纪時定居在大勐宜地區。
白马民族文化总会主席、联邦巩固与发展党籍掸邦议员王国达是勐稳人。在缅甸共产主义叛乱以及缅甸少数民族地方武装与政府军交戰期间，勐稳人在王国达的带领下一直支持緬甸政府军，而且王国达与緬甸领导人丹瑞关系良好。1991年5月11日, 丹瑞认为「勐稳德佑」应该去除「德佑」 后缀（德佑是緬族對漢人的稱呼）。由於勐稳人並非是緬甸135個合法民族中的一個，1994年3月28日, 王国达向緬甸国会申报, 希望缅甸國会正式承認勐稳人為合法民族。1998年，缅甸领导人丹瑞又表示勐稳人應改称为「勐稳白马」。2000年，国家和平与发展委员会正式將勐稳人改稱勐稳白马。不過勐稳人的公民权权限並未改變，对此王国达及其亲信多次公开表示不满。
2009年开始, 緬甸出入境与人口部向勐稳人发放身份证时, 勐稳人身份证上的民族一栏被填写为勐稳德佑、勐稳白马、勐稳等不同的名称。勐稳人的公民權仍因民族身份认定问题而没有改變。2014年，一些勐稳人曾希望时任緬甸出入境与人口部部长钦宜帮助他们修改身份证上的民族栏。截止2016年，仅有620多勐稳人获得投票资格。
2016年3月11日，緬甸出入境与人口部宣布将授予约6万勐稳人「完全国民权」，這些勐稳人族裔划分由「勐稳德佑」改为「勐稳白馬」，同时這些勐稳人的国民身份证的颜色由原先的白色变为粉红色。粉红色身份证可以享有最高政治权利。這一舉動遭到與緬甸政府對抗的克钦独立军、掸邦军的反對，同時緬甸南方部分缅族認為勐稳人是德佑，只会说德佑话，与缅族的文化截然不同。另有一些華人批評勐稳人“数典忘祖”、“认贼作父”、“汉奸”。